# Würmlach

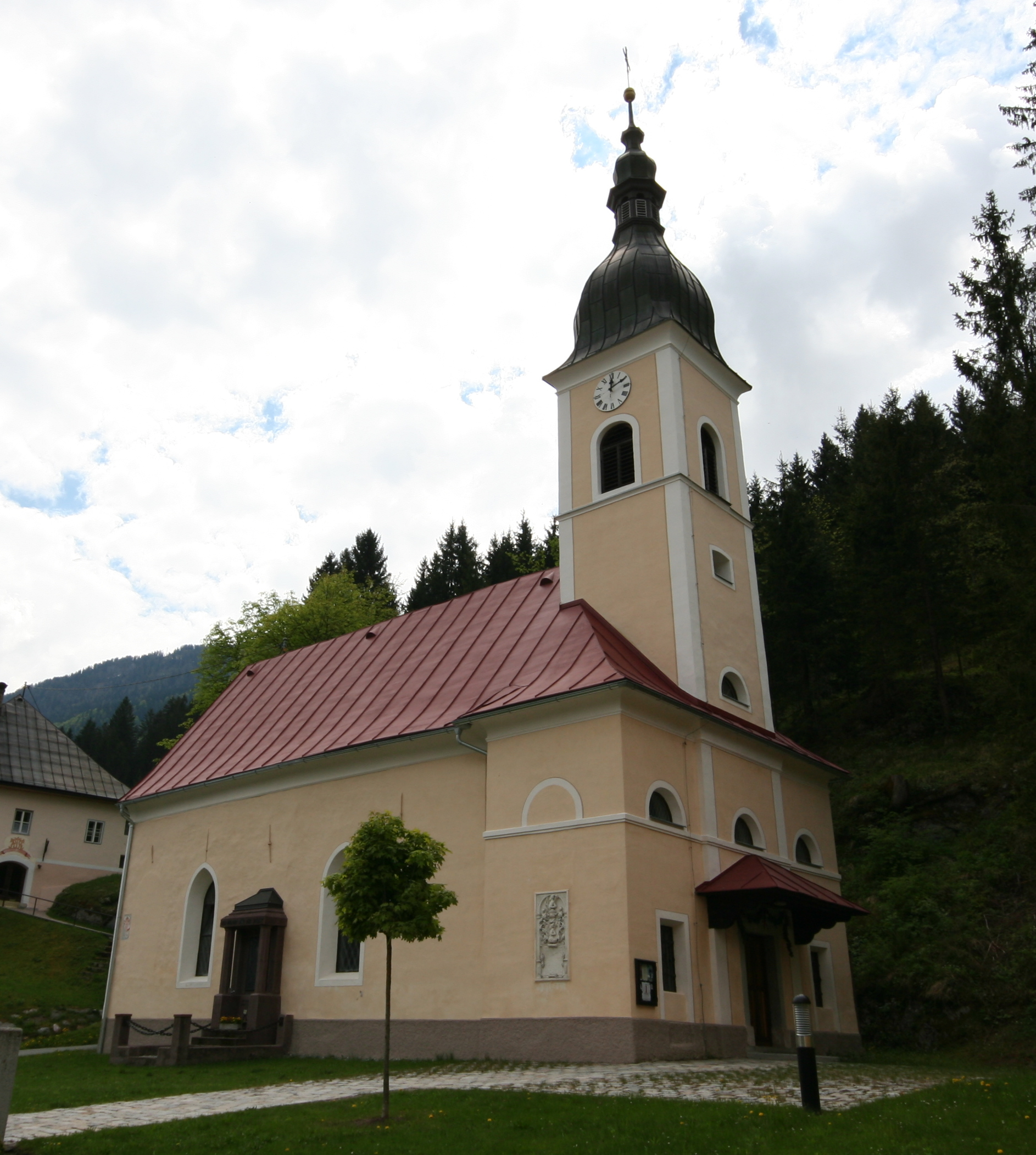
Die Pfarrkirche in Würmlach

Würmlach (slowenisch Bumlje) ist eine der vier Katastralgemeinden der österreichischen Marktgemeinde Kötschach-Mauthen in Kärnten. Die gleichnamige Ortschaft, die auf einer Höhe von 697 m liegt, hat 312 Einwohner (Stand: 1. Jänner 2024). Bis Ende 1972 war Würmlach eine eigenständige Gemeinde.

## Geografie
Würmlach liegt im oberen Gailtal am Nordfuß der Karnischen Alpen.
In Würmlach zweigt die Adria-Wien Pipeline von der Transalpinen Ölleitung (TAL) an der italienisch-österreichischen Grenze ab.
In Würmlach gibt es zwei Agrargemeinschaften: Die Agrargemeinschaft Würmlach mit einer Fläche von 181,70 ha und die Agrargemeinschaft Würmlacher Untere Ochsen- und Obere Kuhalpe mit einer Fläche von 347,28 ha.

## Geschichte
Mit 1. Jänner 1973 wurden im Zuge der Kärntner Gemeindestrukturreform die bis dahin selbständigen Gemeinden Würmlach und Sankt Jakob im Lesachtal nach Kötschach-Mauthen eingemeindet.

## Kultur, Sehenswürdigkeiten
- Pfarrkirche Würmlach mit Pfarrhof
- Annakapelle im Ort. Das Altarbild zeigt die Heilige Anna mit Joachim und der jugendlichen Maria.

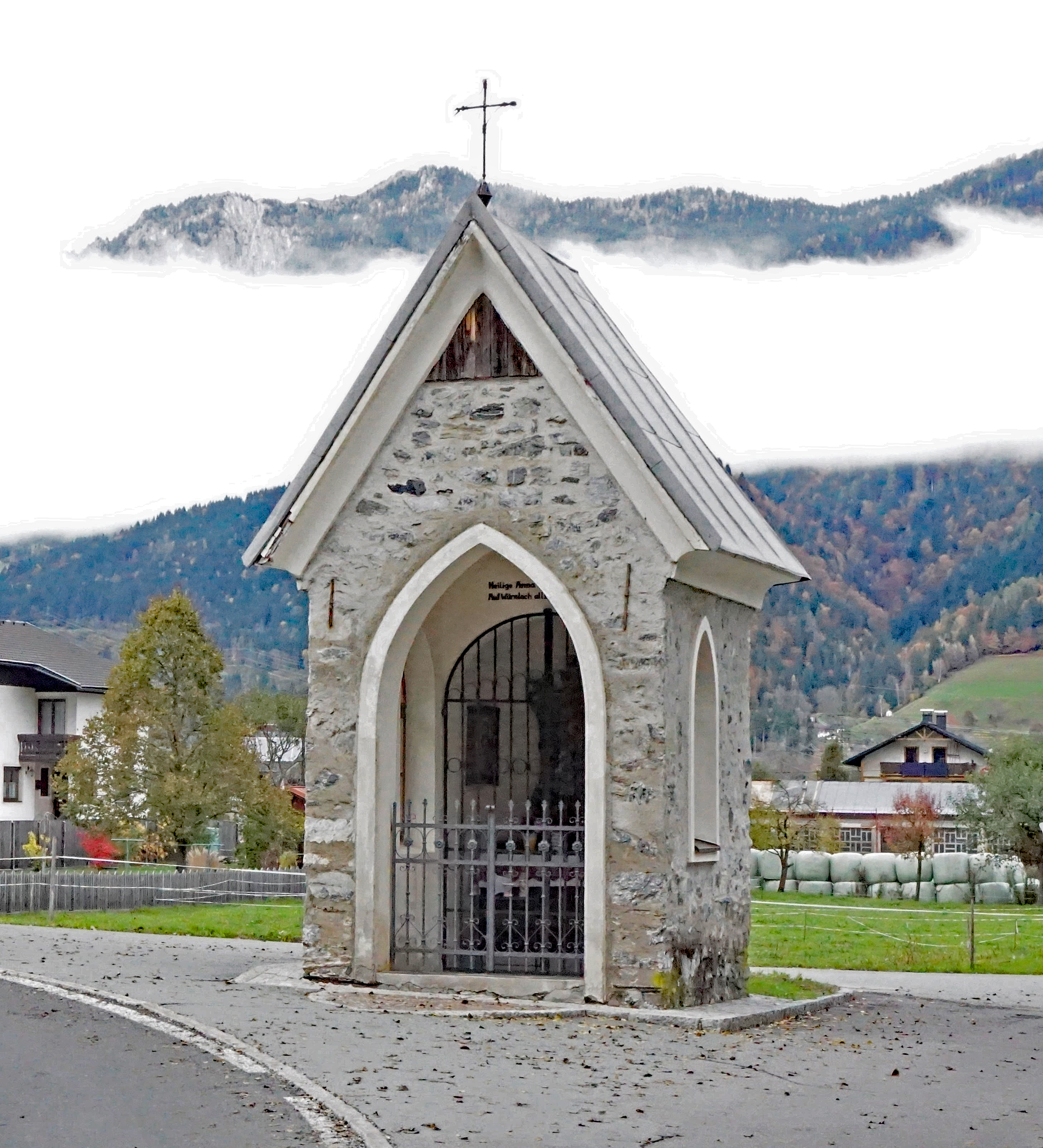
Die Annakapelle
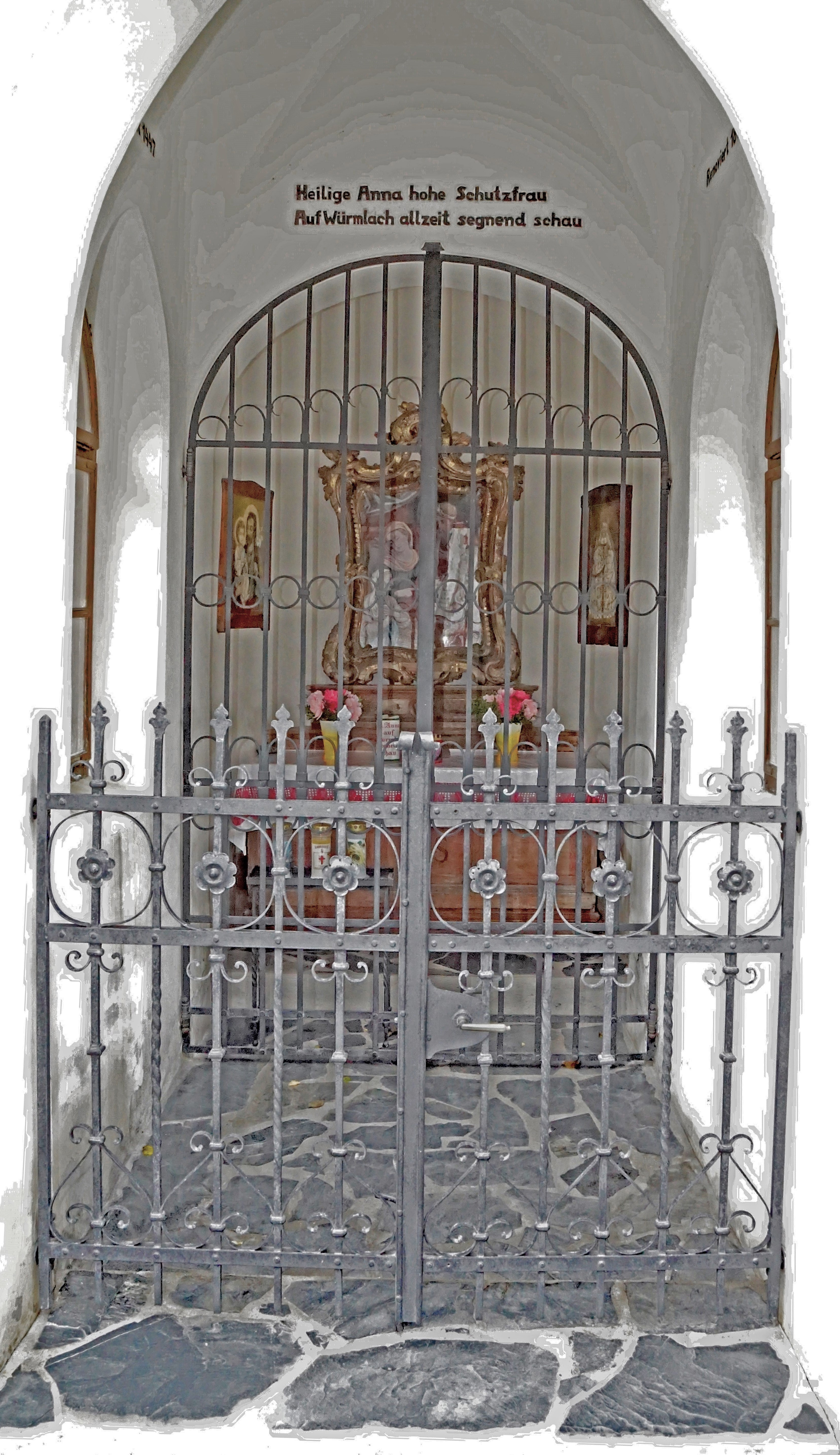
Innenansicht der Annakapelle

- Schloss Weildegg
- Burgruine Weidenburg